# Oh Seung-ah
Oh Seung-ah (오승아?, O Seung-aLR, O Sŭng-aMR; Seul, 13 settembre 1988) è un'attrice e cantante sudcoreana.
Ex componente delle Rainbow, dal loro scioglimento nel 2016 si è dedicata alla recitazione ed è prevalentemente nota per le sue interpretazioni di personaggi negativi, specialmente nella telenovela Du beonjjae nampyeon, per cui è stata soprannominata "cattiva seriale".

## Biografia
Oh è nata il 13 settembre 1988 a Seul, in Corea del Sud. Ha frequentato la Changduk Girls' High School e la Sangmyung University. Nel 2009 le è stata data la possibilità di debuttare con le Kara o con le Rainbow, ma ha scelto le Rainbow perché era amica di alcune delle componenti prima del debutto. È stata membro del gruppo fino al suo scioglimento nel 2016. Ha poi iniziato a recitare ed è apparsa nella telenovela Geu yeoja-ui bada, per la quale è stata nominata all'Excellence Award come attrice in una fiction giornaliera nel 2017. Nel 2018 ha recitato come personaggio secondario in Daegun - Sarang-eul geurida e ha interpretato il ruolo di una cattiva protagonista in Bimilgwa geojinmal, per il quale ha vinto il premio come migliore attrice. Nel 2019 è stata elogiata per la sua interpretazione della cattiva in Nappeun sarang.
Nel 2021, Oh ha recitato nella telenovela Du beonjjae nampyeon nel ruolo della cattiva della serie. L'anno successivo è tornata sul piccolo schermo nei panni di Kang Ba-da, la spietata dirigente del chaebol Le Blanc e principale antagonista di Taepung-ui sinbu.

## Filmografia

### Cinema
- Simjang-i ttwinda (심장이 뛴다?), regia di Yoon Jae-keun (2010) – cameo

### Televisione
- Daemul (대물?) – serie TV (2010)
- Bubu clinic: Saranggwa jeonjaeng (부부클리닉: 사랑과 전쟁?) – serial TV (2011-2014) – cameo
- Play Guide – miniserie TV (2013)
- Watda! Jang Bo-ri (왔다! 장보리?) – serie TV (2014) – cameo
- Pinocchio (피노키오?) – serie TV (2014) – cameo
- Gu yeoja-ui bada (그 여자의 바다?) – serial TV (2017)
- Daegun - Sarang-eul geurida (대군 - 사랑을 그리다?) – serie TV (2018)
- Bimilgwa geojinmal (비밀과 거짓말?) – serial TV (2018-2019)
- Anae-ui chimdae (아내의 침대?) – serie TV (2019)
- Nappeun sarang (나쁜 사랑?) – serial TV (2019-2020)
- Love (ft. Marriage and Divorce) (결혼작사 이혼작곡?) – serie TV, episodio 1 (2021)
- Du beonjjae nampyeon (두 번째 남편?) – serial TV (2021-2022)
- Sinsa-ui agassi (신사와 아가씨?) – serie TV, episodi 49-50 (2022)
- Taepung-i sinbu (태풍의 신부?) – serial TV (2022-2023)
- Se beonjjae gyeolhon (세 번째 결혼?) – serial TV (2023-2024)
- Motel California (모텔 캘리포니아?) – serie TV (2025)
- Binnara insaeng-a (빛나라 인생아?) – serie TV (2025)